# Louis Marchand
Louis Marchand (ur. 2 lutego 1669 w Lyonie, zm. 17 lutego 1732 w Paryżu) – francuski organista, klawesynista i kompozytor okresu baroku.
Louis Marchand od 1685 lub 1689 roku pracował w Paryżu jako organista w różnych kościołach, a w latach 1706–ok. 1716 na dworze królewskim. Jego uczniem był Louis-Claude Daquin.
Wybrane kompozycje: 2 księgi Pièces de clavecin (Paryż 1702),12 Pièces choisies pour l'orgue (Paryż po 1732), a także kantaty i arie.